# Abdelatif Saadoune
Abdelati Saadoune (1 de enero de 1976) es un ciclista amateur marroquí. A pesar de nunca haber debutado como profesional ha conseguido resultados destacados en carreras profesionales del UCI Africa Tour tal fue así que se ha hecho con el UCI Africa Tour 2009-2010, además se ha hecho con el Campeonato de Marruecos en Ruta en dos ocasiones.

## Palmarés
| 2002 (como amateur) - Tour de Faso, más 1 etapa 2004(como amateur) - Campeonato de Marruecos Contrarreloj 2004(como amateur) - Campeonato de Marruecos Contrarreloj 2005(como amateur) - Campeonato de Marruecos en Ruta 2006 (como amateur) - Campeonato de Marruecos en Ruta - 2 etapas del Tour de Faso 2007 (como amateur) - 2.º en el Campeonato de Marruecos en Ruta 2009 (como amateur) - Tour de Faso - Tour des Aéroports - 2 etapas del Tour de Ruanda - 2.º en el Campeonato de Marruecos en Ruta 2010 (como amateur) - UCI Africa Tour - 2 etapas del Tour de Malí - Les Challenges Marche Verte - GP Oued Eddahab - 1 etapa del Tour des Aéroports - 2.º en el Campeonato de Marruecos en Ruta - 2.º en el Campeonato de Marruecos Contrarreloj | 2011 (como amateur) - 2.º en el Campeonato de Marruecos Contrarreloj - 3.º en el Campeonato de Marruecos en Ruta 2012 (como amateur) - Challenge du Prince-Trophée de la Maison Royale - 2.º en el Campeonato de Marruecos en Ruta - 3.º en el Campeonato de Marruecos Contrarreloj 2013 (como amateur) - Campeonato de Marruecos en Ruta 2014 (como amateur) - Challenge du Prince-Trophée Princier 2015 - GP Al Massira - Les Challenges Phosphatiers-GP de Ben Guérir 2016 - 1 etapa del Tour de Camerún |